# ایمیج‌نت

نرخ خطا ۵ درصد اول در تشخیص تصاویر در مسابقات اخیر ایمیج‌نت (نمایش بهترین نتیجهٔ ۱۰ تیم برتر مسابقه ایمیج‌نت در سال)

پروژهٔ ایمیج‌نت (انگلیسی: ImageNet) یک پایگاه‌داده تصویری بزرگ است که برای استفاده در تحقیقات تشخیص نرم‌افزاری اشیا طراحی شده‌است. بیش از ۱۴ میلیون نشانی اینترنتی به وسیله ایمیج‌نت برچسب‌گذاری شده‌اند؛ حداقل یک میلیون تصویر، دارای کادر محیطی نیز ارایه شده‌است. ایمیج‌نت بیش از ۲۰ هزار گروه دارد؛ یک گروه معمولی، مانند «بادکنک» یا «توت‌فرنگی»، شامل چند صد تصویر است. پایگاه‌داده ایمیج‌نت نشانی اینترنتی تصاویر وبگاه‌های دیگر را ارائه می‌دهد به نحوی که مالکیت تصاویر به ایمیج‌نت تعلق ندارد. از سال ۲۰۱۰، پروژه ایمیج‌نت یک رقابت نرم‌افزاری سالانه را اجرا می‌کند که در آن برنامه‌های نرم‌افزاری برای طبقه‌بندی صحیح اشیا و صحنه‌ها به رقابت می‌پردازند. مسابقه ایمیج‌نت بر پایهٔ یک فهرست مختصرتر که هزار گروه دارد و همپوشانی ندارند، برگزار می‌شود.
در سال ۲۰۱۲ طی چالش ایمیج‌نت روش یادگیری عمیق تدوین شد که انقلاب دهه ۲۰۱۰ محسوب می‌شود که باعث شد توجه جوامع صنعتی به هوش مصنوعی و به خصوص یادگیری عمیق معطوف گردد.

## تاریخچه
این پروژه در سال ۲۰۰۶ توسط فی-فی لی، استاد دانشگاه استنفورد آغاز شد. انگیزه انجام این پروژه به گفته خود فی-فی لی، مشکل بیش‌برازش الگوریتم های بینایی ماشین بود. پس از ۳ سال جمع آوری عکس، همکاری با کریستی ان فلبام (استاد دانشگاه پرینستون و از سازندگان وردنت) و با استفاده عمده از سرویس Mechanical Turk آمازون برای برچسب گذاری به پایان رسید.
این پایگاه‌داده برای اولین بار به عنوان یک پوستر در کنفرانس سال ۲۰۰۹ در «کنفرانس بینایی کامپیوتر و شناخت الگو تصویری» (به انگلیسی: Conference on Computer Vision and Pattern Recognition) به اختصار (CVPR) در فلوریدا توسط محققانی از بخش علوم کامپیوتر دانشگاه پرینستون ارائه شد.
امروزه این پایگاه داده هنوز به عنوان یکی از مراجع اصلی برای تشخیص اشیاء به کار می رود. نسخه ای از این پایگاه داده که برای مسابقه های بینایی ماشین استفاده می شود در سالهای بعد با عنوان چالش تشخیص بصری مقیاس بالای ایمیج نت (ILSVRC) با تعداد ۱۰۰۰ دسته معرفی شد.